# Tour d'Espagne 2024
Le Tour d'Espagne 2024 est la 79e édition du Tour d'Espagne cycliste et se déroule du 17 août au 8 septembre 2024 entre Lisbonne au Portugal et Madrid. Cette course cycliste masculine sur route est l'un des trois grands tours de la saison et fait partie du calendrier UCI World Tour 2024 en catégorie 2.UWT.
La course est remportée par le Slovène Primož Roglič de l'équipe Red Bull-Bora-Hansgrohe. Il s'impose avec 2 minutes et 36 secondes d'avance sur l'Australien Ben O'Connor (équipe Decathlon AG2R La Mondiale) et 3 minutes et 13 secondes sur l'Espagnol Enric Mas (équipe Movistar).
Roglič remporte la Vuelta pour la quatrième fois après ses victoires de 2019, 2020 et 2021, égalant le record de Roberto Heras.
Dans les autres classements de la course, l'Australien Kaden Groves (Alpecin-Deceuninck) remporte le classement par points pour la seconde année consécutive, grâce entre autres à ses trois succès d'étapes au sprint. L'Australien Jay Vine (équipe UAE Emirates) gagne le classement de la montagne. Le Danois Mattias Skjelmose (équipe Lidl-Trek) endosse le maillot blanc du meilleur jeune, l'Espagnol Marc Soler (équipe UAE Emirates) est désigné super combatif et l'équipe UAE Emirates remporte le classement par équipes.

## Présentation

### Révélations anticipées
Le 17 septembre 2023, Javier Guillén, le directeur de la course, annonce que la Vuelta 2024 s’élancera de Lisbonne (Portugal). La capitale portugaise avait déjà accueilli ce Grand Départ en 1997. Les trois premières étapes traverseront le territoire portugais. Ce ne sera que le cinquième départ du Tour d'Espagne depuis l’étranger après un premier départ à Lisbonne en 1997, Assen (Pays-Bas) en 2009, Nîmes (France) en 2017 et Utrecht (Pays-Bas) en 2022.
La première étape s’achèvera à Oeiras. Lors de la deuxième étape, les coureurs partiront de la station balnéaire de Cascais et se dirigeront vers le nord jusqu’à la ville d’Ourém. La troisième étape reliera les villes de Lousã et Castelo Branco.

### Parcours
Le 19 décembre 2023 en soirée, Javier Guillén, le directeur de la Vuelta, a révélé le tracé officiel de la 79e édition du Tour d'Espagne qui débutera à Lisbonne le 17 août 2024 et se terminera à Madrid par un contre-la-montre individuel (comme pour le Tour de France 2024) vingt-deux jours plus tard. Au total, neuf arrivées au sommet sont programmées. Il définit le parcours de 2024 comme dur. Cette Vuelta se découpe en deux parties avant l'étape finale de Madrid : les neuf premières étapes relient le Portugal à l'Andalousie alors que les onze suivantes se cantonnent au nord du pays grosso modo entre la Galice et le Pays basque. Les plus hauts cols des Pyrénées ne sont pas au programme et toute la côte orientale du pays (entre la frontière française et Motril) ainsi que les régions de Catalogne, d'Aragon, de la Communauté valencienne, de Murcie et de Castille-La Manche ne figurent pas au menu de ce Tour d'Espagne 2024.

#### Première semaine: du Portugal à l'Andalousie
De Lisbonne à Oeiras, la Vuelta 2024 débute par une 1re étape disputée en contre-la-montre individuel sur un parcours plat de 12 km. Prenant la direction du nord, la 2e étape relie la station balnéaire de Cascais à Ourém par un tracé vallonné. Partant de Lousā, la 3e étape franchit dans sa première partie le premier col de 2e catégorie de cette Vuelta avant de rejoindre la ville de Castelo Branco par un parcours accidenté. La 4e journée est la première étape espagnole et la première étape de montagne. Parcourant l'Estrémadure depuis Plasencia, cette étape connaît la première arrivée au sommet du tour d'Espagne au Pico Villuercas, col de 1re catégorie. Au départ de Fuente del Maestre (Estrémadure), la 5e étape sans grandes difficultés file vers le sud et entre en Andalousie pour rejoindre Séville et rester en région andalouse pendant cinq journées. La 6e étape partant de Jerez de la Frontera présente un profil plus montagneux avec le franchissement du Puerto del Boyar (col de 1re catégorie) dans le premier tiers du tracé puis quatre cols de 3e catégorie au programme dont une arrivée au sommet du dernier, l'Alto de las Abejas, près de la localité de Yunquera. Partant d'Archidona vers le nord, la 7e étape accidentée ne présente qu'un seul col, l'Alto de 14 % (col de 2e catégorie) franchi à 25 km de l'arrivée à Cordoue. La 8e étape relie la ville d'Úbeda à la Sierra de Cazorla avec une arrivée au sommet d'un col de 3e catégorie. Au départ de la station balnéaire de Motril sur la Costa del Sol, la 9e étape quitte la mer Méditerranée puis escalade trois cols de 1re catégorie avant d'entamer une descente d'une cinquantaine de kilomètres vers Grenade.

#### Deuxième semaine: de la Galice aux Asturies
Pendant la première journée de repos, l'Espagne est traversée en diagonale pour passer de l'Andalousie à la Galice et rester pendant les deux dernières semaines dans les parties nord-ouest et nord du pays (à l'exception de la dernière étape à Madrid). La 10e étape est d'emblée montagneuse avec un premier col de 1re catégorie, l'Alto de Fonfria en début de parcours et un second, l'Alto de Mougás franchi à une vingtaine de kilomètres de l'arrivée à Baiona. Un tracé de moyenne montagne avec un départ puis trois passages sur la ligne d'arrivée au Campus Technologico Cortizo près de Padrón constitue la 11e étape. Partant d'Orense, la 12e étape vallonnée se termine par l'ascension de 16 km vers la station d'altitude de Manzaneda (altitude : 1 492 m, col de 1re catégorie). Au départ de Lugo, ville entourée de remparts, la 13e étape escalade trois cols de 3e ou de 2e catégorie puis se dirige vers l'arrivée au sommet du Puerto de Ancares (col de 1re catégorie) situé aux confins de la Galice et de la Castille-et-León. Partant de Villafranca del Bierzo, la 14e étape est surtout marquée par la longue ascension (23 km) du Puerto de Leitariegos (col de 1re catégorie) puis la descente de 16 km vers l'arrivée à Villablino. Avec trois cols de 1re catégorie au programme, la 15e étape se termine par la montée de 19 km vers l'arrivée au sommet à la station de télécabine de Cuitu Negru dans les Asturies à 1 843 m d'altitude.

#### Troisième semaine: des Asturies à Madrid
La seconde journée de repos se passe à Luanco, localité côtière asturienne de l'océan Atlantique, proche de Gijón. Au départ de Luanco, la 16e étape franchit deux cols de 1re catégorie avant l'ascension finale vers les lacs de Covadonga (col classé hors catégorie). De nouveau, à proximité de l'océan et du golfe de Gascogne, les coureurs partent d'Arnuero en Cantabrie lors de la 17e étape pour rentrer à l'intérieur des terres par un parcours accidenté avant de revenir sur la côte à Santander par un final relativement plat. Le Pays basque est parcouru dans une 18e étape montagneuse partant de Vitoria-Gasteiz vers Maeztu avec notamment le Puerto Herrera, col de 1re catégorie, à franchir à 45 km de l'arrivée. La 19e étape part de Logroño (La Rioja), ne présente pas de grosses difficultés mais se termine par l'ascension de l'Alto de Moncalvillo, col de 1re catégorie. Partant de la commune de Villarcayo située à l'extrémité nord de la Castille-et-León, la 20e étape est sans doute l'étape reine de la Vuelta 2024 : sept cols répertoriés sont escaladés dont trois de 1re catégorie et la dernière arrivée au sommet de ce Tour d'Espagne est jugée au Picón Blanco après une ascension de 7,5 km avec un pourcentage moyen de 10,1 % à partir du village d'Espinosa de los Monteros. Après un transfert d'environ 400 km vers le sud, la dernière étape est organisée sous la forme d'un contre-la-montre individuel plat de 22 km dans les rues de Madrid.

### Équipes
| WorldTeams (18)- Decathlon-AG2R La Mondiale - Alpecin-Deceuninck - Arkéa-B&B Hotels - Astana Qazaqstan Team - Bahrain Victorious - Red Bull-Bora-Hansgrohe - Cofidis - EF Education-EasyPost - Groupama-FDJ - Ineos Grenadiers - Intermarché-Wanty - Team Visma \| Lease a Bike - Lidl-Trek - Movistar Team - Soudal Quick-Step - Team dsm-firmenich PostNL - Team Jayco AlUla - UAE Team Emirates ProTeams (4)- Lotto Dstny - Equipo Kern Pharma - Euskaltel-Euskadi - Israel-Premier Tech |
| |

### Primes
La course attribue les prix suivants. Tous les montants sont en euros.
| Position                     | Position                    | 1er     | 2e     | 3e     | 4e     | 5e     | 6e    | 7e    | 8e    | 9e    | 10e-20e | Total     | Total     |
| Classement général           | Classement final            | 150 000 | 57 985 | 30 000 | 15 000 | 12 500 | 9 000 | 9 000 | 6 000 | 6 000 | 3 800   | 337 285   | 347 785   |
| Classement général           | Leader                      | 500     |        |        |        |        |       |       |       |       |         | 10 500    | 347 785   |
| Par étape                    | Par étape                   | 11 000  | 5 500  | 2 700  | 1 500  | 1 100  | 900   | 900   | 650   | 650   | 360     | 28 860    | 28 860    |
| Classement par points        | Sprints intermédiaires (19) | 550     | 180    | 95     |        |        |       |       |       |       |         | 15 675    | 35 775    |
| Classement par points        | Leader                      | 100     |        |        |        |        |       |       |       |       |         | 2 100     | 35 775    |
| Classement par points        | Classement final            | 11 000  | 5 000  | 2 000  |        |        |       |       |       |       |         | 18 000    | 35 775    |
| Classement de la montagne    | Cima Alberto Fernandez      | 1 000   | 520    |        |        |        |       |       |       |       |         | 1 520     | 50 715    |
| Classement de la montagne    | Col Hors catégorie (4)      | 920     | 615    |        |        |        |       |       |       |       |         | 6 140     | 50 715    |
| Classement de la montagne    | 1re catégorie (13)          | 460     | 310    |        |        |        |       |       |       |       |         | 10 010    | 50 715    |
| Classement de la montagne    | 2e catégorie (10)           | 230     | 155    |        |        |        |       |       |       |       |         | 3 850     | 50 715    |
| Classement de la montagne    | 3e catégorie (21)           | 115     | 80     |        |        |        |       |       |       |       |         | 4 095     | 50 715    |
| Classement de la montagne    | Leader                      | 100     |        |        |        |        |       |       |       |       |         | 2 000     | 50 715    |
| Classement de la montagne    | Classement final            | 13 000  | 6 600  | 3 500  |        |        |       |       |       |       |         | 23 100    | 50 715    |
| Classement du meilleur jeune | Leader                      | 70      |        |        |        |        |       |       |       |       |         | 1 400     | 19 400    |
| Classement du meilleur jeune | Classement final            | 11 000  | 5 000  | 2 000  |        |        |       |       |       |       |         | 18 000    | 19 400    |
| Classement par équipe        | Par étape                   | 400     | 200    | 100    |        |        |       |       |       |       |         | 14 000    | 51 300    |
| Classement par équipe        | Classement final            | 12 500  | 7 500  | 5 500  | 4 300  | 3 200  | 2 200 | 1 100 | 1 100 |       |         | 37 300    | 51 300    |
| Combativité                  | Par étape                   | 200     |        |        |        |        |       |       |       |       |         | 4 000     | 7 000     |
| Combativité                  | Vuelta                      | 3 000   |        |        |        |        |       |       |       |       |         | 3 000     | 7 000     |
| Total                        | Total                       | Total   | Total  | Total  | Total  | Total  | Total | Total | Total | Total | Total   | 1 118 205 | 1 118 205 |

## Favoris

### Classement général
En l'absence des trois meilleurs coureurs actuels de grands tours qui sont montés sur le podium du dernier Tour de France (Tadej Pogačar, Jonas Vingegaard et Remco Evenepoel), les candidats à la victoire finale sont nombreux.
Le principal favori est tout de même le Slovène triple vainqueur de la Vuelta Primož Roglič (RedBull Bora Hansgrohe) si celui-ci s'est suffisamment remis de sa chute sur le Tour. Les autres favoris sont le Portugais João Almeida qui endosse le rôle de leader de la formation UAE Emirates et son coéquipier britannique Adam Yates, tous les deux dominateurs sur le Tour de Suisse, l'Espagnol Mikel Landa qui va assurer le leadership chez Soudal Quick Step, son jeune compatriote Carlos Rodríguez (Ineos Grenadiers), l'autre Espagnol Enric Mas (Movistar), le vainqueur américain de l'édition 2023 Sepp Kuss (Visma Lease a Bike) malgré une année 2024 assez difficile jusqu'à une victoire récente au Tour de Burgos, l'Australien Ben O'Connor (Decathlon AG2R), l'Équatorien Richard Carapaz (EF Education), très actif sur le Tour de France, et le Danois Mattias Skjelmose (Lidl Trek).
Parmi les outsiders et candidats au top 10, on peut citer le Colombien Daniel Martínez et le Russe Aleksandr Vlasov pour le team RedBull Bora Hansgrohe, l'Américain Brandon McNulty, le Mexicain Isaac Del Toro et l'Espagnol Marc Soler pour l'équipe UAE Emirates, l'Autrichien Felix Gall (Decathlon AG2R), les Belges Cian Uijtdebroeks (Visma Lease a Bike) et Lennert Van Eetvelt (Lotto Dstny), les Français David Gaudu (Groupama FDJ) et Guillaume Martin (Cofidis), les Italiens Antonio Tiberi (Bahrain Victorious) et Giulio Ciccone (Lidl Trek) ainsi que le Colombien Egan Bernal (Ineos Grenadiers) et le jeune Américain Matthew Riccitello (Israel Premier Tech), révélation du Tour de Suisse.

### Classement par points
Assez peu de sprinteurs sont au départ de cette édition 2024. Parmi les potentiels porteurs du maillot vert, on trouve le Belge Wout van Aert (Visma Lease a Bike), capable de jouer la victoire sur plusieurs terrains, l'Australien Kaden Groves, vainqueur de trois étapes l’an dernier, le Français Bryan Coquard (Cofidis) et le Belge Arne Marit (Intermarché Wanty).

### Classement de la montagne
Les candidats à la victoire finale du classement général sont les principaux favoris pour le maillot blanc à pois bleus du classement du meilleur grimpeur.

### Classement du meilleur jeune
Parmi les 56 candidats au maillot blanc de meilleur jeune, on peut citer le Danois Mattias Skjelmose (Lidl Trek), l'Espagnol Carlos Rodríguez (Ineos Grenadiers), l'Italien Antonio Tiberi (Bahrain Victorious), l'Américain Matthew Riccitello (Israel Premier Tech), les Belges Cian Uijtdebroeks (Visma Lease a Bike), Lennert Van Eetvelt (Lotto Dstny) et Mauri Vansevenant (Soudal Quick Step), le Mexicain Isaac Del Toro (UAE Emirates), le Néerlandais Thymen Arensman et l'Allemand Florian Lipowitz (RedBull Bora Hansgrohe).

#### Pour les victoires d'étapes
Trois coureurs sont en lice pour intégrer la liste des cyclistes vainqueurs d'étapes sur les trois grands tours : Victor Campenaerts, Victor Lafay et Ben O'Connor.

## Étapes
| Étape     | Date               | Villes étapes                                                          |                             | Distance (km)         | Vainqueur d’étape     | Leader du classement général |
| --------- | ------------------ | ---------------------------------------------------------------------- | --------------------------- | --------------------- | --------------------- | ---------------------------- |
| 1re étape | sam. 17 août       | Lisbonne – Oeiras                                                      | Contre-la-montre individuel | 12                    | Brandon McNulty       | Brandon McNulty              |
| 2e étape  | dim. 18 août       | Cascais – Ourém                                                        | Étape vallonnée             | 194                   | Kaden Groves          | Wout van Aert                |
| 3e étape  | lun. 19 août       | Lousã – Castelo Branco                                                 | Étape vallonnée             | 191,5                 | Wout van Aert         | Wout van Aert                |
| 4e étape  | mar. 20 août       | Plasence – La Villuerca (es)                                           | Étape de montagne           | 170,5                 | Primož Roglič         | Primož Roglič                |
| 5e étape  | mer. 21 août       | Fuente del Maestre – Séville                                           | Étape de plaine             | 177                   | Pavel Bittner         | Primož Roglič                |
| 6e étape  | jeu. 22 août       | Jerez de la Frontera – Yunquera                                        | Étape de moyenne montagne   | 185,5                 | Ben O'Connor          | Ben O'Connor                 |
| 7e étape  | ven. 23 août       | Archidona – Cordoue                                                    | Étape vallonnée             | 180,5                 | Wout van Aert         | Ben O'Connor                 |
| 8e étape  | sam. 24 août       | Úbeda – Cazorla                                                        | Étape de moyenne montagne   | 159                   | Primož Roglič         | Ben O'Connor                 |
| 9e étape  | dim. 25 août       | Motril – Grenade                                                       | Étape de montagne           | 178,5                 | Adam Yates            | Ben O'Connor                 |
|           | lun. 26 août       |                                                                        | Jour de repos               | Journée de repos no 1 | Journée de repos no 1 | Journée de repos no 1        |
| 10e étape | mar. 27 août       | Ponteareas – Baiona                                                    | Étape de montagne           | 160                   | Wout van Aert         | Ben O'Connor                 |
| 11e étape | mer. 28 août       | Padrón – Padrón                                                        | Étape de moyenne montagne   | 166,5                 | Eddie Dunbar          | Ben O'Connor                 |
| 12e étape | jeu. 29 août       | Orense – Manzaneda                                                     | Étape vallonnée             | 137,5                 | Pablo Castrillo       | Ben O'Connor                 |
| 13e étape | ven. 30 août       | Lugo – Puerto de Ancares (es)                                          | Étape de montagne           | 176                   | Michael Woods         | Ben O'Connor                 |
| 14e étape | sam. 31 août       | Villafranca del Bierzo – Villablino                                    | Étape de moyenne montagne   | 200,5                 | Kaden Groves          | Ben O'Connor                 |
| 15e étape | dim. 1er septembre | Infiesto (es) – Valgrande-Pajares (es)                                 | Étape de montagne           | 143                   | Pablo Castrillo       | Ben O'Connor                 |
|           | lun. 2 septembre   |                                                                        | Jour de repos               | Journée de repos no 2 | Journée de repos no 2 | Journée de repos no 2        |
| 16e étape | mar. 3 septembre   | Luanco (es) – Lacs de Covadonga                                        | Étape de montagne           | 181,5                 | Marc Soler            | Ben O'Connor                 |
| 17e étape | mer. 4 septembre   | Arnuero – Santander                                                    | Étape de moyenne montagne   | 141,5                 | Kaden Groves          | Ben O'Connor                 |
| 18e étape | jeu. 5 septembre   | Vitoria-Gasteiz – Maeztu                                               | Étape de moyenne montagne   | 179,5                 | Urko Berrade          | Ben O'Connor                 |
| 19e étape | ven. 6 septembre   | Logrogne – Moncalvillo                                                 | Étape vallonnée             | 173,5                 | Primož Roglič         | Primož Roglič                |
| 20e étape | sam. 7 septembre   | Villarcayo de Merindad de Castilla la Vieja – Espinosa de los Monteros | Étape de montagne           | 172                   | Eddie Dunbar          | Primož Roglič                |
| 21e étape | dim. 8 septembre   | Distrito Telefónica (es) – Madrid                                      | Contre-la-montre individuel | 24,6                  | Stefan Küng           | Primož Roglič                |

## Déroulement de la course

### Première semaine (étapes 1 à 9): le coup d'éclat d'O'Connor
Après un contre-la-montre lisboète consacrant Brandon McNulty, un vainqueur déjouant les pronostics, les deux autres étapes portugaises attribuent le maillot rouge à Wout van Aert, deuxième de la 2e étape derrière Kaden Groves et vainqueur de l'étape suivante. La première étape espagnole, montagneuse, place déjà Primož Roglič, le favori de la compétition, en tête du classement général après sa victoire lors de la première arrivée au sommet. La 5e étape dévolue aux sprinteurs est remportée par Pavel Bittner dans les rues de Séville. Le lendemain, le résultat de l'étape va orienter le classement général pendant deux semaines. Membre d'une échappée, Ben O'Connor termine seul avec 6 min 31 s d'avance sur tous les favoris et endosse le maillot rouge avec un avantage conséquent de 4 min 51 s sur Roglič. Alors que la 7e étape voit une deuxième victoire du maillot vert Wout van Aert, l'étape suivante marque le début de la remontada de Primož Roglič qui remporte son deuxième succès en reprenant près d'une minute à O'Connor. La 9e étape réussit aux échappés et surtout à Adam Yates qui s'impose en solitaire à Grenade. Après ces neuf premières étapes, le maillot rouge est sur les épaules de Ben O'Connor qui compte une avance de 3 min 53 s sur Primož Roglič alors que le maillot vert est porté par Wout van Aert, le maillot à pois par Adam Yates et le blanc par Florian Lipowitz.

### Deuxième semaine (étapes 10 à 15): Roglič grignote
Cinq des six étapes de la deuxième semaine consacrent des vainqueurs issus d'échappées. Parti dans un groupe de cinq hommes lors de la 10e étape, le maillot vert Wout van Aert remporte une troisième victoire dans un sprint à deux devant Quentin Pacher. Le lendemain, issus d'un important groupe de 38 coureurs, 14 d'entre eux se disputent la victoire remportée par Eddie Dunbar alors que le maillot rouge O'Connor cède 37 secondes sur les favoris. Échappées gagnantes aussi pour les 12e et 13e étapes remportées successivement par l'étonnant Pablo Castrillo et par Michael Woods alors que Primož Roglič reprend presque deux minutes à Ben O'Connor. La 14e étape est disputée au sprint et gagnée par Kaden Groves qui remporte ainsi un second succès devant van Aert. Trois jours après son premier succès, Castrillo, révélation de la Vuelta 2024, gagne une seconde fois à l'issue de la 15e étape, Roglič grapillant encore une trentaine de secondes à O'Connor. Après ces deux premières semaines, le maillot rouge est toujours sur les épaules de Ben O'Connor qui ne compte plus qu'une avance de 1 min 3 s sur Primož Roglič alors que les maillots vert et à pois sont portés par Wout van Aert et le maillot blanc redevient la propriété de Florian Lipowitz.

### Troisième semaine (étapes 16 à 21): van Aert out et Roglič en rouge
La troisième semaine commence par l'abandon sur chute de Wout van Aert qui était largement en tête du classement par points et aussi leader du classement de la montagne. L'échappée dont il faisait partie va à son terme et voit la victoire en solitaire de Marc Soler. Décramponné en fin d'étape, Ben O'Connor conserve son maillot rouge pour 5 secondes sur Primož Roglič. Le lendemain, le nouveau maillot vert Kaden Groves remporte le sprint et sa troisième étape à Santander. Une nouvelle échappée va à son terme lors de 18e étape gagnée en solitaire par Urko Berrade. L'arrivée au sommet de la 19e étape à l'Alto de Moncalvillo scelle le sort de Ben O'Connor en tant que maillot rouge. Roglič y remporte sa troisième victoire, creuse un écart sur ses adversaires et endosse le maillot rouge avec près de deux minutes d'avance sur O'Connor tandis que Mattias Skjelmose revêt le maillot blanc. Le lendemain, Eddie Dunbar surprend les favoris en fin d'étape et glane un second succès alors que Jay Vine ravit finalement le maillot à pois à son coéquipier Marc Soler pour deux points. À Madrid, le contre-la-montre final gagné par le spécialiste de l'exercice Stefan Küng ne modifie pas le podium de la Vuelta 2024 et permet à Primož Roglič d'égaler le record de quatre victoires de Roberto Heras.

## Classements

### Classement général final
| \| Classement général \| Classement général \| Classement général \| Classement général \| Classement général \| \| Coureur \| Coureur \| Pays \| Équipe \| Temps \| \| ------------------ \| ------------------ \| ------------------ \| -------------------------- \| ------------------ \| \| 1er \| Primož Roglič \| Slovénie \| Red Bull-Bora-Hansgrohe \| 81 h 49 min 18 s \| \| 2e \| Ben O'Connor \| Australie \| Decathlon-AG2R La Mondiale \| + 2 min 36 s \| \| 3e \| Enric Mas \| Espagne \| Movistar Team \| + 3 min 13 s \| \| 4e \| Richard Carapaz \| Équateur \| EF Education-EasyPost \| + 4 min 02 s \| \| 5e \| Mattias Skjelmose \| Danemark \| Lidl-Trek \| + 5 min 49 s \| \| 6e \| David Gaudu \| France \| Groupama-FDJ \| + 6 min 32 s \| \| 7e \| Florian Lipowitz \| Allemagne \| Red Bull-Bora-Hansgrohe \| + 7 min 05 s \| \| 8e \| Mikel Landa \| Espagne \| Soudal Quick-Step \| + 8 min 48 s \| \| 9e \| Pavel Sivakov \| France \| UAE Team Emirates \| + 10 min 04 s \| \| 10e \| Carlos Rodríguez \| Espagne \| Ineos Grenadiers \| + 11 min 19 s \| \| 11e \| Eddie Dunbar \| Irlande \| Team Jayco AlUla \| + 14 min 40 s \| \| 12e \| Adam Yates \| Royaume-Uni \| UAE Team Emirates \| + 15 min 40 s \| \| 13e \| Cristian Rodríguez \| Espagne \| Arkéa-B&B Hotels \| + 18 min 38 s \| \| 14e \| Sepp Kuss \| États-Unis \| Team Visma \\| Lease a Bike \| + 20 min 25 s \| \| 15e \| Guillaume Martin \| France \| Cofidis \| + 31 min 04 s \| \| 16e \| Lorenzo Fortunato \| Italie \| Astana Qazaqstan Team \| + 37 min 23 s \| \| 17e \| José Félix Parra \| Espagne \| Equipo Kern Pharma \| + 51 min 33 s \| \| 18e \| Aleksandr Vlasov \| Russie \| Red Bull-Bora-Hansgrohe \| + 55 min 05 s \| \| 19e \| Steven Kruijswijk \| Pays-Bas \| Team Visma \\| Lease a Bike \| + 1 h 01 min 53 s \| \| 20e \| Clément Berthet \| France \| Decathlon-AG2R La Mondiale \| + 1 h 04 min 13 s \| |                    |             |                            |                   |
| |                    |             |                            |                   |
| Source : ProCyclingStats |                    |             |                            |                   |
| Classement général |                    |             |                            |                   |
| Coureur | Coureur            | Pays        | Équipe                     | Temps             |
| 1er | Primož Roglič      | Slovénie    | Red Bull-Bora-Hansgrohe    | 81 h 49 min 18 s  |
| 2e | Ben O'Connor       | Australie   | Decathlon-AG2R La Mondiale | + 2 min 36 s      |
| 3e | Enric Mas          | Espagne     | Movistar Team              | + 3 min 13 s      |
| 4e | Richard Carapaz    | Équateur    | EF Education-EasyPost      | + 4 min 02 s      |
| 5e | Mattias Skjelmose  | Danemark    | Lidl-Trek                  | + 5 min 49 s      |
| 6e | David Gaudu        | France      | Groupama-FDJ               | + 6 min 32 s      |
| 7e | Florian Lipowitz   | Allemagne   | Red Bull-Bora-Hansgrohe    | + 7 min 05 s      |
| 8e | Mikel Landa        | Espagne     | Soudal Quick-Step          | + 8 min 48 s      |
| 9e | Pavel Sivakov      | France      | UAE Team Emirates          | + 10 min 04 s     |
| 10e | Carlos Rodríguez   | Espagne     | Ineos Grenadiers           | + 11 min 19 s     |
| 11e | Eddie Dunbar       | Irlande     | Team Jayco AlUla           | + 14 min 40 s     |
| 12e | Adam Yates         | Royaume-Uni | UAE Team Emirates          | + 15 min 40 s     |
| 13e | Cristian Rodríguez | Espagne     | Arkéa-B&B Hotels           | + 18 min 38 s     |
| 14e | Sepp Kuss          | États-Unis  | Team Visma \| Lease a Bike | + 20 min 25 s     |
| 15e | Guillaume Martin   | France      | Cofidis                    | + 31 min 04 s     |
| 16e | Lorenzo Fortunato  | Italie      | Astana Qazaqstan Team      | + 37 min 23 s     |
| 17e | José Félix Parra   | Espagne     | Equipo Kern Pharma         | + 51 min 33 s     |
| 18e | Aleksandr Vlasov   | Russie      | Red Bull-Bora-Hansgrohe    | + 55 min 05 s     |
| 19e | Steven Kruijswijk  | Pays-Bas    | Team Visma \| Lease a Bike | + 1 h 01 min 53 s |
| 20e | Clément Berthet    | France      | Decathlon-AG2R La Mondiale | + 1 h 04 min 13 s |

### Classements annexes finals
| Classement par points | Classement par points | Classement par points | Classement par points     | Classement par points |
| Coureur               | Coureur               | Pays                  | Équipe                    | Points                |
| --------------------- | --------------------- | --------------------- | ------------------------- | --------------------- |
| 1er                   | Kaden Groves          | Australie             | Alpecin-Deceuninck        | 226 pts               |
| 2e                    | Primož Roglič         | Slovénie              | Red Bull-Bora-Hansgrohe   | 140 pts               |
| 3e                    | Max Poole             | Royaume-Uni           | Team dsm-firmenich PostNL | 118 pts               |
| 4e                    | Pablo Castrillo       | Espagne               | Equipo Kern Pharma        | 117 pts               |
| 5e                    | Mathias Vacek         | Tchéquie              | Lidl-Trek                 | 110 pts               |
| 6e                    | Pavel Bittner         | Tchéquie              | Team dsm-firmenich PostNL | 106 pts               |
| 7e                    | Enric Mas             | Espagne               | Movistar Team             | 102 pts               |
| 8e                    | Mauro Schmid          | Suisse                | Team Jayco AlUla          | 100 pts               |
| 9e                    | Stefan Küng           | Suisse                | Groupama-FDJ              | 99 pts                |
| 10e                   | Marc Soler            | Espagne               | UAE Team Emirates         | 98 pts                |

| Classement par points | Classement par points | Classement par points | Classement par points     | Classement par points |
| Coureur               | Coureur               | Pays                  | Équipe                    | Points                |
| --------------------- | --------------------- | --------------------- | ------------------------- | --------------------- |
| 1er                   | Kaden Groves          | Australie             | Alpecin-Deceuninck        | 226 pts               |
| 2e                    | Primož Roglič         | Slovénie              | Red Bull-Bora-Hansgrohe   | 140 pts               |
| 3e                    | Max Poole             | Royaume-Uni           | Team dsm-firmenich PostNL | 118 pts               |
| 4e                    | Pablo Castrillo       | Espagne               | Equipo Kern Pharma        | 117 pts               |
| 5e                    | Mathias Vacek         | Tchéquie              | Lidl-Trek                 | 110 pts               |
| 6e                    | Pavel Bittner         | Tchéquie              | Team dsm-firmenich PostNL | 106 pts               |
| 7e                    | Enric Mas             | Espagne               | Movistar Team             | 102 pts               |
| 8e                    | Mauro Schmid          | Suisse                | Team Jayco AlUla          | 100 pts               |
| 9e                    | Stefan Küng           | Suisse                | Groupama-FDJ              | 99 pts                |
| 10e                   | Marc Soler            | Espagne               | UAE Team Emirates         | 98 pts                |

| Classement de la montagne | Classement de la montagne | Classement de la montagne | Classement de la montagne | Classement de la montagne |
| Coureur                   | Coureur                   | Pays                      | Équipe                    | Points                    |
| ------------------------- | ------------------------- | ------------------------- | ------------------------- | ------------------------- |
| 1er                       | Jay Vine                  | Australie                 | UAE Team Emirates         | 78 pts                    |
| 2e                        | Marc Soler                | Espagne                   | UAE Team Emirates         | 76 pts                    |
| 3e                        | Pablo Castrillo           | Espagne                   | Equipo Kern Pharma        | 43 pts                    |
| 4e                        | Primož Roglič             | Slovénie                  | Red Bull-Bora-Hansgrohe   | 32 pts                    |
| 5e                        | Marco Frigo               | Italie                    | Israel-Premier Tech       | 32 pts                    |
| 6e                        | Enric Mas                 | Espagne                   | Movistar Team             | 28 pts                    |
| 7e                        | Filippo Zana              | Italie                    | Team Jayco AlUla          | 27 pts                    |
| 8e                        | Pavel Sivakov             | France                    | UAE Team Emirates         | 26 pts                    |
| 9e                        | Aleksandr Vlasov          | Russie                    | Red Bull-Bora-Hansgrohe   | 25 pts                    |
| 10e                       | David Gaudu               | France                    | Groupama-FDJ              | 24 pts                    |

| Classement de la montagne | Classement de la montagne | Classement de la montagne | Classement de la montagne | Classement de la montagne |
| Coureur                   | Coureur                   | Pays                      | Équipe                    | Points                    |
| ------------------------- | ------------------------- | ------------------------- | ------------------------- | ------------------------- |
| 1er                       | Jay Vine                  | Australie                 | UAE Team Emirates         | 78 pts                    |
| 2e                        | Marc Soler                | Espagne                   | UAE Team Emirates         | 76 pts                    |
| 3e                        | Pablo Castrillo           | Espagne                   | Equipo Kern Pharma        | 43 pts                    |
| 4e                        | Primož Roglič             | Slovénie                  | Red Bull-Bora-Hansgrohe   | 32 pts                    |
| 5e                        | Marco Frigo               | Italie                    | Israel-Premier Tech       | 32 pts                    |
| 6e                        | Enric Mas                 | Espagne                   | Movistar Team             | 28 pts                    |
| 7e                        | Filippo Zana              | Italie                    | Team Jayco AlUla          | 27 pts                    |
| 8e                        | Pavel Sivakov             | France                    | UAE Team Emirates         | 26 pts                    |
| 9e                        | Aleksandr Vlasov          | Russie                    | Red Bull-Bora-Hansgrohe   | 25 pts                    |
| 10e                       | David Gaudu               | France                    | Groupama-FDJ              | 24 pts                    |

| Classement du meilleur jeune | Classement du meilleur jeune | Classement du meilleur jeune | Classement du meilleur jeune | Classement du meilleur jeune |
| Coureur                      | Coureur                      | Pays                         | Équipe                       | Temps                        |
| ---------------------------- | ---------------------------- | ---------------------------- | ---------------------------- | ---------------------------- |
| 1er                          | Mattias Skjelmose            | Danemark                     | Lidl-Trek                    | 81 h 55 min 07 s             |
| 2e                           | Florian Lipowitz             | Allemagne                    | Red Bull-Bora-Hansgrohe      | + 1 min 16 s                 |
| 3e                           | Carlos Rodríguez             | Espagne                      | Ineos Grenadiers             | + 5 min 30 s                 |
| 4e                           | Matthew Riccitello           | États-Unis                   | Israel-Premier Tech          | + 1 h 40 min 48 s            |
| 5e                           | Max Poole                    | Royaume-Uni                  | Team dsm-firmenich PostNL    | + 1 h 50 min 46 s            |
| 6e                           | Isaac Del Toro               | Mexique                      | UAE Team Emirates            | + 1 h 51 min 38 s            |
| 7e                           | Giovanni Aleotti             | Italie                       | Red Bull-Bora-Hansgrohe      | + 1 h 54 min 14 s            |
| 8e                           | Junior Lecerf                | Belgique                     | Soudal Quick-Step            | + 2 h 09 min 35 s            |
| 9e                           | Valentin Paret-Peintre       | France                       | Decathlon-AG2R La Mondiale   | + 2 h 12 min 06 s            |
| 10e                          | Gianmarco Garofoli           | Italie                       | Astana Qazaqstan Team        | + 2 h 16 min 36 s            |

| Classement du meilleur jeune | Classement du meilleur jeune | Classement du meilleur jeune | Classement du meilleur jeune | Classement du meilleur jeune |
| Coureur                      | Coureur                      | Pays                         | Équipe                       | Temps                        |
| ---------------------------- | ---------------------------- | ---------------------------- | ---------------------------- | ---------------------------- |
| 1er                          | Mattias Skjelmose            | Danemark                     | Lidl-Trek                    | 81 h 55 min 07 s             |
| 2e                           | Florian Lipowitz             | Allemagne                    | Red Bull-Bora-Hansgrohe      | + 1 min 16 s                 |
| 3e                           | Carlos Rodríguez             | Espagne                      | Ineos Grenadiers             | + 5 min 30 s                 |
| 4e                           | Matthew Riccitello           | États-Unis                   | Israel-Premier Tech          | + 1 h 40 min 48 s            |
| 5e                           | Max Poole                    | Royaume-Uni                  | Team dsm-firmenich PostNL    | + 1 h 50 min 46 s            |
| 6e                           | Isaac Del Toro               | Mexique                      | UAE Team Emirates            | + 1 h 51 min 38 s            |
| 7e                           | Giovanni Aleotti             | Italie                       | Red Bull-Bora-Hansgrohe      | + 1 h 54 min 14 s            |
| 8e                           | Junior Lecerf                | Belgique                     | Soudal Quick-Step            | + 2 h 09 min 35 s            |
| 9e                           | Valentin Paret-Peintre       | France                       | Decathlon-AG2R La Mondiale   | + 2 h 12 min 06 s            |
| 10e                          | Gianmarco Garofoli           | Italie                       | Astana Qazaqstan Team        | + 2 h 16 min 36 s            |

| Classement par équipes | Classement par équipes     | Classement par équipes | Classement par équipes |
| Équipe                 | Équipe                     | Pays                   | Temps                  |
| ---------------------- | -------------------------- | ---------------------- | ---------------------- |
| 1re                    | UAE Team Emirates          | Émirats arabes unis    | 245 h 12 min 58 s      |
| 2e                     | Red Bull-Bora-Hansgrohe    | Allemagne              | + 33 min 53 s          |
| 3e                     | Decathlon-AG2R La Mondiale | France                 | + 1 h 23 min 09 s      |
| 4e                     | Team Visma \| Lease a Bike | Pays-Bas               | + 1 h 53 min 33 s      |
| 5e                     | Groupama-FDJ               | France                 | + 2 h 16 min 51 s      |
| 6e                     | Soudal Quick-Step          | Belgique               | + 2 h 28 min 28 s      |
| 7e                     | Movistar Team              | Espagne                | + 2 h 47 min 49 s      |
| 8e                     | Lidl-Trek                  | États-Unis             | + 2 h 47 min 58 s      |
| 9e                     | Equipo Kern Pharma         | Espagne                | + 2 h 55 min 08 s      |
| 10e                    | Ineos Grenadiers           | Royaume-Uni            | + 3 h 18 min 42 s      |

| Classement par équipes | Classement par équipes     | Classement par équipes | Classement par équipes |
| Équipe                 | Équipe                     | Pays                   | Temps                  |
| ---------------------- | -------------------------- | ---------------------- | ---------------------- |
| 1re                    | UAE Team Emirates          | Émirats arabes unis    | 245 h 12 min 58 s      |
| 2e                     | Red Bull-Bora-Hansgrohe    | Allemagne              | + 33 min 53 s          |
| 3e                     | Decathlon-AG2R La Mondiale | France                 | + 1 h 23 min 09 s      |
| 4e                     | Team Visma \| Lease a Bike | Pays-Bas               | + 1 h 53 min 33 s      |
| 5e                     | Groupama-FDJ               | France                 | + 2 h 16 min 51 s      |
| 6e                     | Soudal Quick-Step          | Belgique               | + 2 h 28 min 28 s      |
| 7e                     | Movistar Team              | Espagne                | + 2 h 47 min 49 s      |
| 8e                     | Lidl-Trek                  | États-Unis             | + 2 h 47 min 58 s      |
| 9e                     | Equipo Kern Pharma         | Espagne                | + 2 h 55 min 08 s      |
| 10e                    | Ineos Grenadiers           | Royaume-Uni            | + 3 h 18 min 42 s      |

## Évolution des classements

### Règlements
Le classement général, dont le leader porte le maillot rouge, s'établit en additionnant les temps réalisés à chaque étape, puis en ôtant d'éventuelles bonifications (10, 6 et 4 s à l'arrivée des étapes en ligne et 6, 4 et 2 s à chaque point bonus). En cas d'égalité, les critères de départage, dans l'ordre, sont : centièmes de seconde enregistrés lors du contre-la-montre, addition des places obtenues lors de chaque étape, place obtenue lors de la dernière étape.
Le classement par points, dont le leader porte le maillot vert, est l'addition des points attribués à l'arrivée des étapes et aux sprints intermédiaires (20, 17, 15, 13 et 10 points). En cas d'égalité de points, les critères de départage, dans l'ordre, sont : nombre de victoires d'étape, de sprints intermédiaires, classement général.
Le classement du meilleur grimpeur, dont le leader porte le maillot blanc à pois bleus, consiste en l'addition des points obtenus au sommet de la Cima Alberto Fernandez (20, 15 10, 6, 4 et 2 pts) et des ascensions Hors catégorie (15, 10, 6, 4 et 2 pts) et de 1re (10, 6, 4, 2 et 1 pts), 2e (5, 3 et 1 pts) et 3e (3, 2 et 1 pts) catégorie. En cas d'égalité de points, les critères de départage, dans l'ordre, sont : passage en tête au sommet de la Cima Alberto Fernandez, nombre de premières places dans les ascensions Hors catégorie, puis de 1re, ensuite de 2e, enfin de 3e catégorie, classement général.
Le classement du meilleur jeune, dont le leader porte le maillot blanc, est le classement général des coureurs nés depuis le 1er janvier 1997.
Le classement par équipes de l'étape est l'addition des trois meilleurs temps individuels de chaque équipe. En cas d'égalité, les critères de départage, dans l'ordre, sont : addition des places des trois premiers coureurs des équipes concernées, place du meilleur coureur sur l'étape. Calculer le classement par équipes revient à additionner les classements par équipes de chaque étape. En cas d'égalité, les critères de départage, dans l'ordre, sont : nombre de premières places dans le classement par équipes du jour, nombre de deuxièmes places dans le classement par équipes du jour, etc., place au classement général du meilleur coureur des équipes concernées.

### Suivi étape par étape
| Étape              | Vainqueur          | Classement général | Classement par points | Classement de la montagne | Meilleur jeune    | Classement par équipes     | Prix de la combativité |
| ------------------ | ------------------ | ------------------ | --------------------- | ------------------------- | ----------------- | -------------------------- | ---------------------- |
| 1                  | Brandon McNulty    | Brandon McNulty    | Brandon McNulty       | Non décerné               | Mathias Vacek     | UAE Team Emirates          | Non décerné            |
| 2                  | Kaden Groves       | Wout van Aert      | Kaden Groves          | Stefan Küng               | Mathias Vacek     | UAE Team Emirates          | Luis Ángel Maté        |
| 3                  | Wout van Aert      | Wout van Aert      | Wout van Aert         | Luis Ángel Maté           | Mathias Vacek     | UAE Team Emirates          | Xabier Isasa           |
| 4                  | Primož Roglič      | Primož Roglič      | Wout van Aert         | Sylvain Moniquet          | Antonio Tiberi    | UAE Team Emirates          | Pablo Castrillo        |
| 5                  | Pavel Bittner      | Primož Roglič      | Wout van Aert         | Sylvain Moniquet          | Antonio Tiberi    | UAE Team Emirates          | Ibon Ruiz              |
| 6                  | Ben O'Connor       | Ben O'Connor       | Wout van Aert         | Sylvain Moniquet          | Florian Lipowitz  | Decathlon AG2R La Mondiale | Ben O'Connor           |
| 7                  | Wout van Aert      | Ben O'Connor       | Wout van Aert         | Sylvain Moniquet          | Antonio Tiberi    | Decathlon AG2R La Mondiale | Xabier Isasa           |
| 8                  | Primož Roglič      | Ben O'Connor       | Wout van Aert         | Primož Roglič             | Antonio Tiberi    | Decathlon AG2R La Mondiale | Oier Lazkano           |
| 9                  | Adam Yates         | Ben O'Connor       | Wout van Aert         | Adam Yates                | Florian Lipowitz  | UAE Team Emirates          | Adam Yates             |
| 10                 | Wout van Aert      | Ben O'Connor       | Wout van Aert         | Adam Yates                | Florian Lipowitz  | UAE Team Emirates          | Wout van Aert          |
| 11                 | Eddie Dunbar       | Ben O'Connor       | Wout van Aert         | Adam Yates                | Carlos Rodríguez  | UAE Team Emirates          | Xandro Meurisse        |
| 12                 | Pablo Castrillo    | Ben O'Connor       | Wout van Aert         | Adam Yates                | Carlos Rodríguez  | UAE Team Emirates          | Pablo Castrillo        |
| 13                 | Michael Woods      | Ben O'Connor       | Wout van Aert         | Wout van Aert             | Carlos Rodríguez  | UAE Team Emirates          | Wout van Aert          |
| 14                 | Kaden Groves       | Ben O'Connor       | Wout van Aert         | Wout van Aert             | Carlos Rodríguez  | UAE Team Emirates          | Jhonatan Narváez       |
| 15                 | Pablo Castrillo    | Ben O'Connor       | Wout van Aert         | Wout van Aert             | Florian Lipowitz  | UAE Team Emirates          | Jay Vine               |
| 16                 | Marc Soler         | Ben O'Connor       | Kaden Groves          | Jay Vine                  | Carlos Rodríguez  | UAE Team Emirates          | Marc Soler             |
| 17                 | Kaden Groves       | Ben O'Connor       | Kaden Groves          | Jay Vine                  | Carlos Rodríguez  | UAE Team Emirates          | Xabier Isasa           |
| 18                 | Urko Berrade       | Ben O'Connor       | Kaden Groves          | Marc Soler                | Carlos Rodríguez  | UAE Team Emirates          | Marc Soler             |
| 19                 | Primož Roglič      | Primož Roglič      | Kaden Groves          | Marc Soler                | Mattias Skjelmose | UAE Team Emirates          | Isaac Del Toro         |
| 20                 | Eddie Dunbar       | Primož Roglič      | Kaden Groves          | Jay Vine                  | Mattias Skjelmose | UAE Team Emirates          | Marc Soler             |
| 21                 | Stefan Küng        | Primož Roglič      | Kaden Groves          | Jay Vine                  | Mattias Skjelmose | UAE Team Emirates          | Non décerné            |
| Classements finals | Classements finals | Primož Roglič      | Kaden Groves          | Jay Vine                  | Mattias Skjelmose | UAE Team Emirates          | Marc Soler             |

### Bilan par équipes
| Équipe                     | Pays                | Meilleur classement général | Victoire(s) d'étape | Maillot rouge (jours) | Classements annexes                                             |
| -------------------------- | ------------------- | --------------------------- | ------------------- | --------------------- | --------------------------------------------------------------- |
| Team Visma-Lease a Bike    | Pays-Bas            | 14e                         | 3 (3, 7, 10)        | 2                     |                                                                 |
| UAE Team Emirates          | Émirats arabes unis | 9e                          | 3 (1, 9, 16)        | 1                     | Grand Prix de la montagne Classement par équipes Super combatif |
| Ineos Grenadiers           | Grande-Bretagne     | 10e                         |                     |                       |                                                                 |
| Soudal Quick-Step          | Belgique            | 8e                          |                     |                       |                                                                 |
| Lidl-Trek                  | États-Unis          | 5e                          |                     |                       | Classement du meilleur jeune                                    |
| Decathlon-AG2R La Mondiale | France              | 2e                          | 1 (6)               | 13                    |                                                                 |
| Red Bull-Bora-Hansgrohe    | Allemagne           | 1er                         | 3 (4, 8,19)         | 5                     |                                                                 |
| Alpecin-Deceuninck         | Belgique            | 55e                         | 3 (2, 14, 17)       |                       | Classement par points                                           |
| Israel-Premier Tech        | Israël              | 30e                         | 1 (13)              |                       |                                                                 |
| Lotto Dstny                | Belgique            | 77e                         |                     |                       |                                                                 |
| Groupama-FDJ               | France              | 6e                          | 1 (21)              |                       |                                                                 |
| EF Education-EasyPost      | États-Unis          | 4e                          |                     |                       |                                                                 |
| Movistar Team              | Espagne             | 3e                          |                     |                       |                                                                 |
| Bahrain Victorious         | Bahreïn             | 22e                         |                     |                       |                                                                 |
| Team Jayco AlUla           | Australie           | 11e                         | 2 (11, 20)          |                       |                                                                 |
| Arkéa-B&B Hotels           | France              | 13e                         |                     |                       |                                                                 |
| Intermarché-Wanty          | Belgique            | 28e                         |                     |                       |                                                                 |
| Team dsm-firmenich PostNL  | Pays-Bas            | 35e                         | 1 (5)               |                       |                                                                 |
| Cofidis                    | France              | 15e                         |                     |                       |                                                                 |
| Astana Qazaqstan           | Kazakhstan          | 16e                         |                     |                       |                                                                 |
| Kern Pharma                | Espagne             | 17e                         | 3 (12, 15, 18)      |                       |                                                                 |
| Euskaltel-Euskadi          | Espagne             | 26e                         |                     |                       |                                                                 |

## Liste des participants
| Légende                          | Légende                                                                                                  | Légende                             | Légende                                                                                          |
| -------------------------------- | --- | ----------------------------------- | ------------------------------------------------------------------------------------------------ |
| Num                              | Dossard de départ porté par le coureur sur cette Vuelta                                                  | Pos.                                | Position finale au classement général                                                            |
| Leader du classement général     | Indique le vainqueur du classement général                                                               | Leader du classement de la montagne | Indique le vainqueur du classement de la montagne                                                |
| Leader du classement par points  | Indique le vainqueur du classement par points                                                            | Leader du classement des jeunes     | Indique le vainqueur du classement du meilleur jeune                                             |
| Leader du classement par équipes | Indique la meilleure équipe                                                                              |                                     | Indique un maillot de champion national ou mondial, suivi de sa spécialité                       |
| NP                               | Indique un coureur qui n'a pas pris le départ d'une étape, suivi du numéro de l'étape où il s'est retiré | AB                                  | Indique un coureur qui n'a pas terminé une étape, suivie du numéro de l'étape où il s'est retiré |
| HD                               | Indique un coureur qui a terminé une étape hors des délais, suivi du numéro de l'étape                   | EX                                  | Indique un coureur exclu pour non-respect du règlement                                           |

| Team Visma \| Lease a Bike TVL             | Team Visma \| Lease a Bike TVL | Team Visma \| Lease a Bike TVL |
| ------------------------------------------ | ------------------------------ | ------------------------------ |
| Num                                        | Coureur                        | Pos                            |
| 1                                          | Sepp Kuss (USA)                | 14e                            |
| 2                                          | Edoardo Affini (ITA)           | 119e                           |
| 3                                          | Robert Gesink (NED)            | 52e                            |
| 4                                          | Steven Kruijswijk (NED)        | 19e                            |
| 5                                          | Cian Uijtdebroeks (BEL)        | NP-15                          |
| 6                                          | Attila Valter (HUN) (route)    | 25e                            |
| 7                                          | Wout van Aert (BEL)            | AB-16                          |
| 8                                          | Dylan van Baarle (NED)         | AB-2                           |
| Directeur sportif : Marc Reef, Addy Engels |                                |                                |

| UAE Team Emirates UAD                           | UAE Team Emirates UAD          | UAE Team Emirates UAD |
| ----------------------------------------------- | ------------------------------ | --------------------- |
| Num                                             | Coureur                        | Pos                   |
| 11                                              | João Almeida (POR)             | NP-9                  |
| 12                                              | Filippo Baroncini (ITA)        | 66e                   |
| 13                                              | Isaac Del Toro (MEX)           | 36e                   |
| 14                                              | Pavel Sivakov (FRA)            | 9e                    |
| 15                                              | Jay Vine (AUS)                 | 57e                   |
| 16                                              | Adam Yates (GBR)               | 12e                   |
| 17                                              | Brandon McNulty (USA) (chrono) | 54e                   |
| 18                                              | Marc Soler (ESP)               | 41e                   |
| Directeur sportif : Marco Marcato, Manuele Mori |                                |                       |

| Ineos Grenadiers IGD                               | Ineos Grenadiers IGD               | Ineos Grenadiers IGD |
| -------------------------------------------------- | ---------------------------------- | -------------------- |
| Num                                                | Coureur                            | Pos                  |
| 21                                                 | Thymen Arensman (NED)              | NP-11                |
| 22                                                 | Laurens De Plus (BEL)              | NP-10                |
| 23                                                 | Kim Heiduk (GER)                   | 107e                 |
| 24                                                 | Jhonatan Narváez (ECU) (route)     | 50e                  |
| 25                                                 | Brandon Rivera (COL)               | 95e                  |
| 26                                                 | Carlos Rodríguez (ESP)             | 10e                  |
| 27                                                 | Óscar Rodríguez Garaicoechea (ESP) | 24e                  |
| 28                                                 | Joshua Tarling (GBR) (chrono)      | AB-9                 |
| Directeur sportif : Christian Knees, Imanol Erviti |                                    |                      |

| Soudal Quick-Step SOQ                             | Soudal Quick-Step SOQ   | Soudal Quick-Step SOQ |
| ------------------------------------------------- | ----------------------- | --------------------- |
| Num                                               | Coureur                 | Pos                   |
| 31                                                | Mikel Landa (ESP)       | 8e                    |
| 32                                                | Kasper Asgreen (DEN)    | 120e                  |
| 33                                                | Mattia Cattaneo (ITA)   | 23e                   |
| 34                                                | James Knox (GBR)        | 67e                   |
| 35                                                | Junior Lecerf (BEL)     | 44e                   |
| 36                                                | Casper Pedersen (DEN)   | 127e                  |
| 37                                                | Mauri Vansevenant (BEL) | 49e                   |
| 38                                                | Louis Vervaeke (BEL)    | 59e                   |
| Directeur sportif : Iljo Keisse, Wilfried Peeters |                         |                       |

| Lidl-Trek LTK                                   | Lidl-Trek LTK                | Lidl-Trek LTK |
| ----------------------------------------------- | ---------------------------- | ------------- |
| Num                                             | Coureur                      | Pos           |
| 41                                              | Mattias Skjelmose (DEN)      | 5e            |
| 42                                              | Giulio Ciccone (ITA)         | AB-10         |
| 43                                              | Tao Geoghegan Hart (GBR)     | 62e           |
| 44                                              | Patrick Konrad (AUT)         | NP-11         |
| 45                                              | Sam Oomen (NED)              | 33e           |
| 46                                              | Mathias Vacek (CZE) (chrono) | 61e           |
| 47                                              | Otto Vergaerde (BEL)         | 93e           |
| 48                                              | Carlos Verona (ESP)          | 32e           |
| Directeur sportif : Kim Andersen, Michael Schär |                              |               |

| Decathlon-AG2R La Mondiale DAT                     | Decathlon-AG2R La Mondiale DAT | Decathlon-AG2R La Mondiale DAT |
| -------------------------------------------------- | ------------------------------ | ------------------------------ |
| Num                                                | Coureur                        | Pos                            |
| 51                                                 | Ben O'Connor (AUS)             | 2e                             |
| 52                                                 | Bruno Armirail (FRA) (chrono)  | 69e                            |
| 53                                                 | Clément Berthet (FRA)          | 20e                            |
| 54                                                 | Geoffrey Bouchard (FRA)        | 108e                           |
| 55                                                 | Sander De Pestel (BEL)         | NP-17                          |
| 56                                                 | Felix Gall (AUT)               | 29e                            |
| 57                                                 | Victor Lafay (FRA)             | 109e                           |
| 58                                                 | Valentin Paret-Peintre (FRA)   | 45e                            |
| Directeur sportif : Cyril Dessel, Stéphane Goubert |                                |                                |

| Red Bull-Bora-Hansgrohe RBH                    | Red Bull-Bora-Hansgrohe RBH    | Red Bull-Bora-Hansgrohe RBH |
| ---------------------------------------------- | ------------------------------ | --------------------------- |
| Num                                            | Coureur                        | Pos                         |
| 61                                             | Primož Roglič (SLO)            | 1er                         |
| 62                                             | Roger Adrià (ESP)              | 43e                         |
| 63                                             | Giovanni Aleotti (ITA)         | 38e                         |
| 64                                             | Nico Denz (GER)                | AB-20                       |
| 65                                             | Patrick Gamper (AUT)           | AB-20                       |
| 66                                             | Florian Lipowitz (GER)         | 7e                          |
| 67                                             | Daniel Martínez (COL) (chrono) | AB-20                       |
| 68                                             | Aleksandr Vlasov               | 18e                         |
| Directeur sportif : Patxi Vila, Shane Archbold |                                |                             |

| Alpecin-Deceuninck ADC                            | Alpecin-Deceuninck ADC    | Alpecin-Deceuninck ADC |
| ------------------------------------------------- | ------------------------- | ---------------------- |
| Num                                               | Coureur                   | Pos                    |
| 71                                                | Kaden Groves (AUS)        | 100e                   |
| 72                                                | Maurice Ballerstedt (GER) | 126e                   |
| 73                                                | Quinten Hermans (BEL)     | 80e                    |
| 74                                                | Juri Hollmann (GER)       | 96e                    |
| 75                                                | Xandro Meurisse (BEL)     | 55e                    |
| 76                                                | Edward Planckaert (BEL)   | 116e                   |
| 77                                                | Oscar Riesebeek (NED)     | 130e                   |
| 78                                                | Luca Vergallito (ITA)     | 105e                   |
| Directeur sportif : Frederik Willems, Luuc Bugter |                           |                        |

| Israel-Premier Tech IPT                         | Israel-Premier Tech IPT     | Israel-Premier Tech IPT |
| ----------------------------------------------- | --------------------------- | ----------------------- |
| Num                                             | Coureur                     | Pos                     |
| 81                                              | Michael Woods (CAN) (route) | NP-17                   |
| 82                                              | George Bennett (NZL)        | 34e                     |
| 83                                              | Marco Frigo (ITA)           | 53e                     |
| 84                                              | Nadav Raisberg (ISR)        | 113e                    |
| 85                                              | Matthew Riccitello (USA)    | 30e                     |
| 86                                              | Riley Sheehan (USA)         | 123e                    |
| 87                                              | Corbin Strong (NZL)         | NP-18                   |
| 88                                              | Dylan Teuns (BEL)           | 74e                     |
| Directeur sportif : Óscar Guerrero, René Andrle |                             |                         |

| Lotto Dstny LTD                               | Lotto Dstny LTD             | Lotto Dstny LTD |
| --------------------------------------------- | --------------------------- | --------------- |
| Num                                           | Coureur                     | Pos             |
| 91                                            | Lennert Van Eetvelt (BEL)   | NP-12           |
| 92                                            | Victor Campenaerts (BEL)    | 111e            |
| 93                                            | Thomas De Gendt (BEL)       | 88e             |
| 94                                            | Andreas Kron (DEN)          | NP-7            |
| 95                                            | Arjen Livyns (BEL)          | 91e             |
| 96                                            | Sylvain Moniquet (BEL)      | 110e            |
| 97                                            | Eduardo Sepúlveda (ARG)     | 86e             |
| 98                                            | Jonas Gregaard Wilsly (DEN) | 77e             |
| Directeur sportif : Mario Aerts, Marc Wauters |                             |                 |

| Groupama-FDJ GFC                                     | Groupama-FDJ GFC            | Groupama-FDJ GFC |
| ---------------------------------------------------- | --------------------------- | ---------------- |
| Num                                                  | Coureur                     | Pos              |
| 101                                                  | David Gaudu (FRA)           | 6e               |
| 102                                                  | Sven Erik Bystrøm (NOR)     | 117e             |
| 103                                                  | Kevin Geniets (LUX) (route) | AB-12            |
| 104                                                  | Lorenzo Germani (ITA)       | 97e              |
| 105                                                  | Stefan Küng (SUI) (chrono)  | 39e              |
| 106                                                  | Quentin Pacher (FRA)        | 21e              |
| 107                                                  | Rémy Rochas (FRA)           | AB-16            |
| 108                                                  | Reuben Thompson (NZL)       | 94e              |
| Directeur sportif : Thierry Bricaud, Jussi Veikkanen |                             |                  |

| EF Education-EasyPost EFE                             | EF Education-EasyPost EFE      | EF Education-EasyPost EFE |
| ----------------------------------------------------- | ------------------------------ | ------------------------- |
| Num                                                   | Coureur                        | Pos                       |
| 111                                                   | Richard Carapaz (ECU) (chrono) | 4e                        |
| 112                                                   | Rui Costa (POR) (route)        | AB-5                      |
| 113                                                   | Owain Doull (GBR)              | 118e                      |
| 114                                                   | Darren Rafferty (IRL) (route)  | 75e                       |
| 115                                                   | James Shaw (GBR)               | 98e                       |
| 116                                                   | Harry Sweeny (AUS)             | 78e                       |
| 117                                                   | Rigoberto Urán (COL)           | AB-6                      |
| 118                                                   | Alexander Cepeda (ECU)         | 46e                       |
| Directeur sportif : Juan Manuel Gárate, Ken Vanmarcke |                                |                           |

| Movistar Team MOV                                             | Movistar Team MOV     | Movistar Team MOV |
| ------------------------------------------------------------- | --------------------- | ----------------- |
| Num                                                           | Coureur               | Pos               |
| 121                                                           | Enric Mas (ESP)       | 3e                |
| 122                                                           | Jorge Arcas (ESP)     | 112e              |
| 123                                                           | Carlos Canal (ESP)    | 70e               |
| 124                                                           | Oier Lazkano (ESP)    | 92e               |
| 125                                                           | Nélson Oliveira (POR) | 73e               |
| 126                                                           | Nairo Quintana (COL)  | 31e               |
| 127                                                           | Einer Rubio (COL)     | 27e               |
| 128                                                           | Pelayo Sánchez (ESP)  | AB-15             |
| Directeur sportif : José Vicente García Acosta, Pablo Lastras |                       |                   |

| Bahrain Victorious TBV                               | Bahrain Victorious TBV  | Bahrain Victorious TBV |
| ---------------------------------------------------- | ----------------------- | ---------------------- |
| Num                                                  | Coureur                 | Pos                    |
| 131                                                  | Antonio Tiberi (ITA)    | AB-9                   |
| 132                                                  | Damiano Caruso (ITA)    | NP-7                   |
| 133                                                  | Kamil Gradek (POL)      | 133e                   |
| 134                                                  | Jack Haig (AUS)         | 22e                    |
| 135                                                  | Rainer Kepplinger (AUT) | AB-9                   |
| 136                                                  | Fran Miholjević (CRO)   | 87e                    |
| 137                                                  | Jasha Sütterlin (GER)   | 121e                   |
| 138                                                  | Torstein Træen (NOR)    | 60e                    |
| Directeur sportif : Neil Stephens, Franco Pellizotti |                         |                        |

| Team Jayco AlUla JAY                             | Team Jayco AlUla JAY        | Team Jayco AlUla JAY |
| ------------------------------------------------ | --------------------------- | -------------------- |
| Num                                              | Coureur                     | Pos                  |
| 141                                              | Eddie Dunbar (IRL) (chrono) | 11e                  |
| 142                                              | Hagos Welay Berhe (ETH)     | NP-13                |
| 143                                              | Alessandro De Marchi (ITA)  | 125e                 |
| 144                                              | Felix Engelhardt (GER)      | 103e                 |
| 145                                              | Chris Harper (AUS)          | AB-11                |
| 146                                              | Mauro Schmid (SUI) (route)  | 71e                  |
| 147                                              | Callum Scotson (AUS)        | NP-16                |
| 148                                              | Filippo Zana (ITA)          | 56e                  |
| Directeur sportif : Pieter Weening, Valerio Piva |                             |                      |

| Arkéa-B&B Hotels ARK                            | Arkéa-B&B Hotels ARK     | Arkéa-B&B Hotels ARK |
| ----------------------------------------------- | ------------------------ | -------------------- |
| Num                                             | Coureur                  | Pos                  |
| 151                                             | Cristian Rodríguez (ESP) | 13e                  |
| 152                                             | Élie Gesbert (FRA)       | NP-8                 |
| 153                                             | Thibault Guernalec (FRA) | 132e                 |
| 154                                             | Simon Guglielmi (FRA)    | 47e                  |
| 155                                             | Laurens Huys (BEL)       | 79e                  |
| 156                                             | Mathis Le Berre (FRA)    | 76e                  |
| 157                                             | Łukasz Owsian (POL)      | 89e                  |
| 158                                             | Michel Ries (LUX)        | AB-14                |
| Directeur sportif : Roger Tréhin, Arnaud Gérard |                          |                      |

| Intermarché-Wanty IWA                                    | Intermarché-Wanty IWA        | Intermarché-Wanty IWA |
| -------------------------------------------------------- | ---------------------------- | --------------------- |
| Num                                                      | Coureur                      | Pos                   |
| 161                                                      | Louis Meintjes (RSA)         | 28e                   |
| 162                                                      | Vito Braet (BEL)             | 81e                   |
| 163                                                      | Kobe Goossens (BEL)          | NP-10                 |
| 164                                                      | Arne Marit (BEL)             | 122e                  |
| 165                                                      | Tom Paquot (BEL)             | NP-16                 |
| 166                                                      | Simone Petilli (ITA)         | 90e                   |
| 167                                                      | Lorenzo Rota (ITA)           | NP-11                 |
| 168                                                      | Rein Taaramäe (EST) (chrono) | AB-18                 |
| Directeur sportif : Steven De Neef, Pieter Vanspeybrouck |                              |                       |

| Team dsm-firmenich PostNL DFP                         | Team dsm-firmenich PostNL DFP | Team dsm-firmenich PostNL DFP |
| ----------------------------------------------------- | ----------------------------- | ----------------------------- |
| Num                                                   | Coureur                       | Pos                           |
| 171                                                   | Max Poole (GBR)               | 35e                           |
| 172                                                   | Pavel Bittner (CZE)           | 115e                          |
| 173                                                   | Chris Hamilton (AUS)          | 68e                           |
| 174                                                   | Gijs Leemreize (NED)          | 84e                           |
| 175                                                   | Enzo Leijnse (NED)            | 129e                          |
| 176                                                   | Tim Naberman (NED)            | 135e                          |
| 177                                                   | Martijn Tusveld (NED)         | 63e                           |
| 178                                                   | Julius van den Berg (NED)     | 131e                          |
| Directeur sportif : Philip West, Christian Guiberteau |                               |                               |

| Cofidis COF                                               | Cofidis COF            | Cofidis COF |
| --------------------------------------------------------- | ---------------------- | ----------- |
| Num                                                       | Coureur                | Pos         |
| 181                                                       | Guillaume Martin (FRA) | 15e         |
| 182                                                       | Thomas Champion (FRA)  | 82e         |
| 183                                                       | Bryan Coquard (FRA)    | AB-8        |
| 184                                                       | Rubén Fernández (ESP)  | NP-14       |
| 185                                                       | Ion Izagirre (ESP)     | 37e         |
| 186                                                       | Jesús Herrada (ESP)    | 85e         |
| 187                                                       | Jonathan Lastra (ESP)  | NP-13       |
| 188                                                       | Kenny Elissonde (FRA)  | AB-6        |
| Directeur sportif : Gorka Gerrikagoitia, Bingen Fernández |                        |             |

| Astana Qazaqstan Team AST                          | Astana Qazaqstan Team AST | Astana Qazaqstan Team AST |
| -------------------------------------------------- | ------------------------- | ------------------------- |
| Num                                                | Coureur                   | Pos                       |
| 191                                                | Lorenzo Fortunato (ITA)   | 16e                       |
| 192                                                | Gleb Brussenskiy (KAZ)    | 124e                      |
| 193                                                | Gianmarco Garofoli (ITA)  | 48e                       |
| 194                                                | Harold Martín López (ECU) | NP-10                     |
| 195                                                | Ide Schelling (NED)       | 134e                      |
| 196                                                | Harold Tejada (COL)       | 40e                       |
| 197                                                | Santiago Umba (COL)       | 106e                      |
| 198                                                | Nicolas Vinokourov (KAZ)  | 128e                      |
| Directeur sportif : Alexandr Shefer, Mario Manzoni |                           |                           |

| Equipo Kern Pharma EKP            | Equipo Kern Pharma EKP   | Equipo Kern Pharma EKP |
| --------------------------------- | ------------------------ | ---------------------- |
| Num                               | Coureur                  | Pos                    |
| 201                               | Urko Berrade (ESP)       | 42e                    |
| 202                               | Pablo Castrillo (ESP)    | 64e                    |
| 203                               | Jorge Gutiérrez (ESP)    | 99e                    |
| 204                               | Unai Iribar (ESP)        | 83e                    |
| 205                               | Pau Miquel (ESP)         | 58e                    |
| 206                               | José Félix Parra (ESP)   | 17e                    |
| 207                               | Ibon Ruiz (ESP)          | 101e                   |
| 208                               | Antonio Jesús Soto (ESP) | 114e                   |
| Directeur sportif : Mikel Ezkieta |                          |                        |

| Euskaltel-Euskadi EUS                             | Euskaltel-Euskadi EUS   | Euskaltel-Euskadi EUS |
| ------------------------------------------------- | ----------------------- | --------------------- |
| Num                                               | Coureur                 | Pos                   |
| 211                                               | Txomin Juaristi (ESP)   | AB-20                 |
| 212                                               | Jon Aberasturi (ESP)    | AB-6                  |
| 213                                               | Xabier Berasategi (ESP) | 102e                  |
| 214                                               | Mikel Bizkarra (ESP)    | 26e                   |
| 215                                               | Joan Bou (ESP)          | 72e                   |
| 216                                               | Xabier Isasa (ESP)      | 104e                  |
| 217                                               | Gotzon Martín (ESP)     | 51e                   |
| 218                                               | Luis Ángel Maté (ESP)   | 65e                   |
| Directeur sportif : Jorge Azanza, Pello Olaberria |                         |                       |

| Team Visma \| Lease a Bike TVL             | Team Visma \| Lease a Bike TVL | Team Visma \| Lease a Bike TVL |
| ------------------------------------------ | ------------------------------ | ------------------------------ |
| Num                                        | Coureur                        | Pos                            |
| 1                                          | Sepp Kuss (USA)                | 14e                            |
| 2                                          | Edoardo Affini (ITA)           | 119e                           |
| 3                                          | Robert Gesink (NED)            | 52e                            |
| 4                                          | Steven Kruijswijk (NED)        | 19e                            |
| 5                                          | Cian Uijtdebroeks (BEL)        | NP-15                          |
| 6                                          | Attila Valter (HUN) (route)    | 25e                            |
| 7                                          | Wout van Aert (BEL)            | AB-16                          |
| 8                                          | Dylan van Baarle (NED)         | AB-2                           |
| Directeur sportif : Marc Reef, Addy Engels |                                |                                |

| UAE Team Emirates UAD                           | UAE Team Emirates UAD          | UAE Team Emirates UAD |
| ----------------------------------------------- | ------------------------------ | --------------------- |
| Num                                             | Coureur                        | Pos                   |
| 11                                              | João Almeida (POR)             | NP-9                  |
| 12                                              | Filippo Baroncini (ITA)        | 66e                   |
| 13                                              | Isaac Del Toro (MEX)           | 36e                   |
| 14                                              | Pavel Sivakov (FRA)            | 9e                    |
| 15                                              | Jay Vine (AUS)                 | 57e                   |
| 16                                              | Adam Yates (GBR)               | 12e                   |
| 17                                              | Brandon McNulty (USA) (chrono) | 54e                   |
| 18                                              | Marc Soler (ESP)               | 41e                   |
| Directeur sportif : Marco Marcato, Manuele Mori |                                |                       |

| Ineos Grenadiers IGD                               | Ineos Grenadiers IGD               | Ineos Grenadiers IGD |
| -------------------------------------------------- | ---------------------------------- | -------------------- |
| Num                                                | Coureur                            | Pos                  |
| 21                                                 | Thymen Arensman (NED)              | NP-11                |
| 22                                                 | Laurens De Plus (BEL)              | NP-10                |
| 23                                                 | Kim Heiduk (GER)                   | 107e                 |
| 24                                                 | Jhonatan Narváez (ECU) (route)     | 50e                  |
| 25                                                 | Brandon Rivera (COL)               | 95e                  |
| 26                                                 | Carlos Rodríguez (ESP)             | 10e                  |
| 27                                                 | Óscar Rodríguez Garaicoechea (ESP) | 24e                  |
| 28                                                 | Joshua Tarling (GBR) (chrono)      | AB-9                 |
| Directeur sportif : Christian Knees, Imanol Erviti |                                    |                      |

| Soudal Quick-Step SOQ                             | Soudal Quick-Step SOQ   | Soudal Quick-Step SOQ |
| ------------------------------------------------- | ----------------------- | --------------------- |
| Num                                               | Coureur                 | Pos                   |
| 31                                                | Mikel Landa (ESP)       | 8e                    |
| 32                                                | Kasper Asgreen (DEN)    | 120e                  |
| 33                                                | Mattia Cattaneo (ITA)   | 23e                   |
| 34                                                | James Knox (GBR)        | 67e                   |
| 35                                                | Junior Lecerf (BEL)     | 44e                   |
| 36                                                | Casper Pedersen (DEN)   | 127e                  |
| 37                                                | Mauri Vansevenant (BEL) | 49e                   |
| 38                                                | Louis Vervaeke (BEL)    | 59e                   |
| Directeur sportif : Iljo Keisse, Wilfried Peeters |                         |                       |

| Lidl-Trek LTK                                   | Lidl-Trek LTK                | Lidl-Trek LTK |
| ----------------------------------------------- | ---------------------------- | ------------- |
| Num                                             | Coureur                      | Pos           |
| 41                                              | Mattias Skjelmose (DEN)      | 5e            |
| 42                                              | Giulio Ciccone (ITA)         | AB-10         |
| 43                                              | Tao Geoghegan Hart (GBR)     | 62e           |
| 44                                              | Patrick Konrad (AUT)         | NP-11         |
| 45                                              | Sam Oomen (NED)              | 33e           |
| 46                                              | Mathias Vacek (CZE) (chrono) | 61e           |
| 47                                              | Otto Vergaerde (BEL)         | 93e           |
| 48                                              | Carlos Verona (ESP)          | 32e           |
| Directeur sportif : Kim Andersen, Michael Schär |                              |               |

| Decathlon-AG2R La Mondiale DAT                     | Decathlon-AG2R La Mondiale DAT | Decathlon-AG2R La Mondiale DAT |
| -------------------------------------------------- | ------------------------------ | ------------------------------ |
| Num                                                | Coureur                        | Pos                            |
| 51                                                 | Ben O'Connor (AUS)             | 2e                             |
| 52                                                 | Bruno Armirail (FRA) (chrono)  | 69e                            |
| 53                                                 | Clément Berthet (FRA)          | 20e                            |
| 54                                                 | Geoffrey Bouchard (FRA)        | 108e                           |
| 55                                                 | Sander De Pestel (BEL)         | NP-17                          |
| 56                                                 | Felix Gall (AUT)               | 29e                            |
| 57                                                 | Victor Lafay (FRA)             | 109e                           |
| 58                                                 | Valentin Paret-Peintre (FRA)   | 45e                            |
| Directeur sportif : Cyril Dessel, Stéphane Goubert |                                |                                |

| Red Bull-Bora-Hansgrohe RBH                    | Red Bull-Bora-Hansgrohe RBH    | Red Bull-Bora-Hansgrohe RBH |
| ---------------------------------------------- | ------------------------------ | --------------------------- |
| Num                                            | Coureur                        | Pos                         |
| 61                                             | Primož Roglič (SLO)            | 1er                         |
| 62                                             | Roger Adrià (ESP)              | 43e                         |
| 63                                             | Giovanni Aleotti (ITA)         | 38e                         |
| 64                                             | Nico Denz (GER)                | AB-20                       |
| 65                                             | Patrick Gamper (AUT)           | AB-20                       |
| 66                                             | Florian Lipowitz (GER)         | 7e                          |
| 67                                             | Daniel Martínez (COL) (chrono) | AB-20                       |
| 68                                             | Aleksandr Vlasov               | 18e                         |
| Directeur sportif : Patxi Vila, Shane Archbold |                                |                             |

| Alpecin-Deceuninck ADC                            | Alpecin-Deceuninck ADC    | Alpecin-Deceuninck ADC |
| ------------------------------------------------- | ------------------------- | ---------------------- |
| Num                                               | Coureur                   | Pos                    |
| 71                                                | Kaden Groves (AUS)        | 100e                   |
| 72                                                | Maurice Ballerstedt (GER) | 126e                   |
| 73                                                | Quinten Hermans (BEL)     | 80e                    |
| 74                                                | Juri Hollmann (GER)       | 96e                    |
| 75                                                | Xandro Meurisse (BEL)     | 55e                    |
| 76                                                | Edward Planckaert (BEL)   | 116e                   |
| 77                                                | Oscar Riesebeek (NED)     | 130e                   |
| 78                                                | Luca Vergallito (ITA)     | 105e                   |
| Directeur sportif : Frederik Willems, Luuc Bugter |                           |                        |

| Israel-Premier Tech IPT                         | Israel-Premier Tech IPT     | Israel-Premier Tech IPT |
| ----------------------------------------------- | --------------------------- | ----------------------- |
| Num                                             | Coureur                     | Pos                     |
| 81                                              | Michael Woods (CAN) (route) | NP-17                   |
| 82                                              | George Bennett (NZL)        | 34e                     |
| 83                                              | Marco Frigo (ITA)           | 53e                     |
| 84                                              | Nadav Raisberg (ISR)        | 113e                    |
| 85                                              | Matthew Riccitello (USA)    | 30e                     |
| 86                                              | Riley Sheehan (USA)         | 123e                    |
| 87                                              | Corbin Strong (NZL)         | NP-18                   |
| 88                                              | Dylan Teuns (BEL)           | 74e                     |
| Directeur sportif : Óscar Guerrero, René Andrle |                             |                         |

| Lotto Dstny LTD                               | Lotto Dstny LTD             | Lotto Dstny LTD |
| --------------------------------------------- | --------------------------- | --------------- |
| Num                                           | Coureur                     | Pos             |
| 91                                            | Lennert Van Eetvelt (BEL)   | NP-12           |
| 92                                            | Victor Campenaerts (BEL)    | 111e            |
| 93                                            | Thomas De Gendt (BEL)       | 88e             |
| 94                                            | Andreas Kron (DEN)          | NP-7            |
| 95                                            | Arjen Livyns (BEL)          | 91e             |
| 96                                            | Sylvain Moniquet (BEL)      | 110e            |
| 97                                            | Eduardo Sepúlveda (ARG)     | 86e             |
| 98                                            | Jonas Gregaard Wilsly (DEN) | 77e             |
| Directeur sportif : Mario Aerts, Marc Wauters |                             |                 |

| Groupama-FDJ GFC                                     | Groupama-FDJ GFC            | Groupama-FDJ GFC |
| ---------------------------------------------------- | --------------------------- | ---------------- |
| Num                                                  | Coureur                     | Pos              |
| 101                                                  | David Gaudu (FRA)           | 6e               |
| 102                                                  | Sven Erik Bystrøm (NOR)     | 117e             |
| 103                                                  | Kevin Geniets (LUX) (route) | AB-12            |
| 104                                                  | Lorenzo Germani (ITA)       | 97e              |
| 105                                                  | Stefan Küng (SUI) (chrono)  | 39e              |
| 106                                                  | Quentin Pacher (FRA)        | 21e              |
| 107                                                  | Rémy Rochas (FRA)           | AB-16            |
| 108                                                  | Reuben Thompson (NZL)       | 94e              |
| Directeur sportif : Thierry Bricaud, Jussi Veikkanen |                             |                  |

| EF Education-EasyPost EFE                             | EF Education-EasyPost EFE      | EF Education-EasyPost EFE |
| ----------------------------------------------------- | ------------------------------ | ------------------------- |
| Num                                                   | Coureur                        | Pos                       |
| 111                                                   | Richard Carapaz (ECU) (chrono) | 4e                        |
| 112                                                   | Rui Costa (POR) (route)        | AB-5                      |
| 113                                                   | Owain Doull (GBR)              | 118e                      |
| 114                                                   | Darren Rafferty (IRL) (route)  | 75e                       |
| 115                                                   | James Shaw (GBR)               | 98e                       |
| 116                                                   | Harry Sweeny (AUS)             | 78e                       |
| 117                                                   | Rigoberto Urán (COL)           | AB-6                      |
| 118                                                   | Alexander Cepeda (ECU)         | 46e                       |
| Directeur sportif : Juan Manuel Gárate, Ken Vanmarcke |                                |                           |

| Movistar Team MOV                                             | Movistar Team MOV     | Movistar Team MOV |
| ------------------------------------------------------------- | --------------------- | ----------------- |
| Num                                                           | Coureur               | Pos               |
| 121                                                           | Enric Mas (ESP)       | 3e                |
| 122                                                           | Jorge Arcas (ESP)     | 112e              |
| 123                                                           | Carlos Canal (ESP)    | 70e               |
| 124                                                           | Oier Lazkano (ESP)    | 92e               |
| 125                                                           | Nélson Oliveira (POR) | 73e               |
| 126                                                           | Nairo Quintana (COL)  | 31e               |
| 127                                                           | Einer Rubio (COL)     | 27e               |
| 128                                                           | Pelayo Sánchez (ESP)  | AB-15             |
| Directeur sportif : José Vicente García Acosta, Pablo Lastras |                       |                   |

| Bahrain Victorious TBV                               | Bahrain Victorious TBV  | Bahrain Victorious TBV |
| ---------------------------------------------------- | ----------------------- | ---------------------- |
| Num                                                  | Coureur                 | Pos                    |
| 131                                                  | Antonio Tiberi (ITA)    | AB-9                   |
| 132                                                  | Damiano Caruso (ITA)    | NP-7                   |
| 133                                                  | Kamil Gradek (POL)      | 133e                   |
| 134                                                  | Jack Haig (AUS)         | 22e                    |
| 135                                                  | Rainer Kepplinger (AUT) | AB-9                   |
| 136                                                  | Fran Miholjević (CRO)   | 87e                    |
| 137                                                  | Jasha Sütterlin (GER)   | 121e                   |
| 138                                                  | Torstein Træen (NOR)    | 60e                    |
| Directeur sportif : Neil Stephens, Franco Pellizotti |                         |                        |

| Team Jayco AlUla JAY                             | Team Jayco AlUla JAY        | Team Jayco AlUla JAY |
| ------------------------------------------------ | --------------------------- | -------------------- |
| Num                                              | Coureur                     | Pos                  |
| 141                                              | Eddie Dunbar (IRL) (chrono) | 11e                  |
| 142                                              | Hagos Welay Berhe (ETH)     | NP-13                |
| 143                                              | Alessandro De Marchi (ITA)  | 125e                 |
| 144                                              | Felix Engelhardt (GER)      | 103e                 |
| 145                                              | Chris Harper (AUS)          | AB-11                |
| 146                                              | Mauro Schmid (SUI) (route)  | 71e                  |
| 147                                              | Callum Scotson (AUS)        | NP-16                |
| 148                                              | Filippo Zana (ITA)          | 56e                  |
| Directeur sportif : Pieter Weening, Valerio Piva |                             |                      |

| Arkéa-B&B Hotels ARK                            | Arkéa-B&B Hotels ARK     | Arkéa-B&B Hotels ARK |
| ----------------------------------------------- | ------------------------ | -------------------- |
| Num                                             | Coureur                  | Pos                  |
| 151                                             | Cristian Rodríguez (ESP) | 13e                  |
| 152                                             | Élie Gesbert (FRA)       | NP-8                 |
| 153                                             | Thibault Guernalec (FRA) | 132e                 |
| 154                                             | Simon Guglielmi (FRA)    | 47e                  |
| 155                                             | Laurens Huys (BEL)       | 79e                  |
| 156                                             | Mathis Le Berre (FRA)    | 76e                  |
| 157                                             | Łukasz Owsian (POL)      | 89e                  |
| 158                                             | Michel Ries (LUX)        | AB-14                |
| Directeur sportif : Roger Tréhin, Arnaud Gérard |                          |                      |

| Intermarché-Wanty IWA                                    | Intermarché-Wanty IWA        | Intermarché-Wanty IWA |
| -------------------------------------------------------- | ---------------------------- | --------------------- |
| Num                                                      | Coureur                      | Pos                   |
| 161                                                      | Louis Meintjes (RSA)         | 28e                   |
| 162                                                      | Vito Braet (BEL)             | 81e                   |
| 163                                                      | Kobe Goossens (BEL)          | NP-10                 |
| 164                                                      | Arne Marit (BEL)             | 122e                  |
| 165                                                      | Tom Paquot (BEL)             | NP-16                 |
| 166                                                      | Simone Petilli (ITA)         | 90e                   |
| 167                                                      | Lorenzo Rota (ITA)           | NP-11                 |
| 168                                                      | Rein Taaramäe (EST) (chrono) | AB-18                 |
| Directeur sportif : Steven De Neef, Pieter Vanspeybrouck |                              |                       |

| Team dsm-firmenich PostNL DFP                         | Team dsm-firmenich PostNL DFP | Team dsm-firmenich PostNL DFP |
| ----------------------------------------------------- | ----------------------------- | ----------------------------- |
| Num                                                   | Coureur                       | Pos                           |
| 171                                                   | Max Poole (GBR)               | 35e                           |
| 172                                                   | Pavel Bittner (CZE)           | 115e                          |
| 173                                                   | Chris Hamilton (AUS)          | 68e                           |
| 174                                                   | Gijs Leemreize (NED)          | 84e                           |
| 175                                                   | Enzo Leijnse (NED)            | 129e                          |
| 176                                                   | Tim Naberman (NED)            | 135e                          |
| 177                                                   | Martijn Tusveld (NED)         | 63e                           |
| 178                                                   | Julius van den Berg (NED)     | 131e                          |
| Directeur sportif : Philip West, Christian Guiberteau |                               |                               |

| Cofidis COF                                               | Cofidis COF            | Cofidis COF |
| --------------------------------------------------------- | ---------------------- | ----------- |
| Num                                                       | Coureur                | Pos         |
| 181                                                       | Guillaume Martin (FRA) | 15e         |
| 182                                                       | Thomas Champion (FRA)  | 82e         |
| 183                                                       | Bryan Coquard (FRA)    | AB-8        |
| 184                                                       | Rubén Fernández (ESP)  | NP-14       |
| 185                                                       | Ion Izagirre (ESP)     | 37e         |
| 186                                                       | Jesús Herrada (ESP)    | 85e         |
| 187                                                       | Jonathan Lastra (ESP)  | NP-13       |
| 188                                                       | Kenny Elissonde (FRA)  | AB-6        |
| Directeur sportif : Gorka Gerrikagoitia, Bingen Fernández |                        |             |

| Astana Qazaqstan Team AST                          | Astana Qazaqstan Team AST | Astana Qazaqstan Team AST |
| -------------------------------------------------- | ------------------------- | ------------------------- |
| Num                                                | Coureur                   | Pos                       |
| 191                                                | Lorenzo Fortunato (ITA)   | 16e                       |
| 192                                                | Gleb Brussenskiy (KAZ)    | 124e                      |
| 193                                                | Gianmarco Garofoli (ITA)  | 48e                       |
| 194                                                | Harold Martín López (ECU) | NP-10                     |
| 195                                                | Ide Schelling (NED)       | 134e                      |
| 196                                                | Harold Tejada (COL)       | 40e                       |
| 197                                                | Santiago Umba (COL)       | 106e                      |
| 198                                                | Nicolas Vinokourov (KAZ)  | 128e                      |
| Directeur sportif : Alexandr Shefer, Mario Manzoni |                           |                           |

| Equipo Kern Pharma EKP            | Equipo Kern Pharma EKP   | Equipo Kern Pharma EKP |
| --------------------------------- | ------------------------ | ---------------------- |
| Num                               | Coureur                  | Pos                    |
| 201                               | Urko Berrade (ESP)       | 42e                    |
| 202                               | Pablo Castrillo (ESP)    | 64e                    |
| 203                               | Jorge Gutiérrez (ESP)    | 99e                    |
| 204                               | Unai Iribar (ESP)        | 83e                    |
| 205                               | Pau Miquel (ESP)         | 58e                    |
| 206                               | José Félix Parra (ESP)   | 17e                    |
| 207                               | Ibon Ruiz (ESP)          | 101e                   |
| 208                               | Antonio Jesús Soto (ESP) | 114e                   |
| Directeur sportif : Mikel Ezkieta |                          |                        |

| Euskaltel-Euskadi EUS                             | Euskaltel-Euskadi EUS   | Euskaltel-Euskadi EUS |
| ------------------------------------------------- | ----------------------- | --------------------- |
| Num                                               | Coureur                 | Pos                   |
| 211                                               | Txomin Juaristi (ESP)   | AB-20                 |
| 212                                               | Jon Aberasturi (ESP)    | AB-6                  |
| 213                                               | Xabier Berasategi (ESP) | 102e                  |
| 214                                               | Mikel Bizkarra (ESP)    | 26e                   |
| 215                                               | Joan Bou (ESP)          | 72e                   |
| 216                                               | Xabier Isasa (ESP)      | 104e                  |
| 217                                               | Gotzon Martín (ESP)     | 51e                   |
| 218                                               | Luis Ángel Maté (ESP)   | 65e                   |
| Directeur sportif : Jorge Azanza, Pello Olaberria |                         |                       |